# Distrito de Bellinzona
El distrito de Bellinzona (antiguamente en alemán Landvogtei Bellenz) es uno de los ocho distritos del cantón del Tesino, ubicado al sureste del cantón con una superficie de 203 km² y una población de 45.856 habitantes a finales de 2004. La capital del distrito es Bellinzona.

## Geografía
El distrito de Bellinzona limita al norte con el distrito de Riviera, al oeste con el de Locarno, al sur con el de Lugano, al sureste con la provincia de Como (IT-25), y al noroeste con el distrito de Moesa (GR).

## Comunas
| Arbedo-Castione | 4703   | 21.3 |
| Bellinzona      | 18 131 | 19.1 |
| Lumino          | 1404   | 10.0 |

| Cadenazzo     | 2654 | 8.5  |
| Camorino      | 2741 | 8.3  |
| Giubiasco     | 8618 | 6.2  |
| Isone         | 394  | 12.9 |
| Pianezzo      | 586  | 8.0  |
| Sant'Antonino | 2371 | 6.6  |
| Sant'Antonio  | 231  | 33.6 |

| Gnosca        | 724  | 7.5  |
| Gorduno       | 765  | 9.2  |
| Gudo          | 837  | 9.9  |
| Moleno        | 127  | 7.4  |
| Monte Carasso | 2796 | 9.7  |
| Preonzo       | 615  | 16.5 |
| Sementina     | 3106 | 8.4  |

Notas:
- Según el decreto del 23 de noviembre de 1831, la antigua comuna de Vallemorobbia es separada en las comunas de Pianezzo, Sant’Antonio y Vallerobbia in piano. Esta última fusionada según decreto del 2 de diciembre de 1867 con la comuna de Giubiasco.
- Según el decreto del 18. – 20 de noviembre de 1907, las antiguas comunas de Carasso, Ravecchia y Daro pasan a la jurisdicción de la ciudad de Bellinzona.
- Según decreto de mayo de 2004, las comunas de Robasacco y de Cadenazzo se deben fusionar el 13 de marzo de 2005 como Cadenazzo.

## Cambios desde el 2000

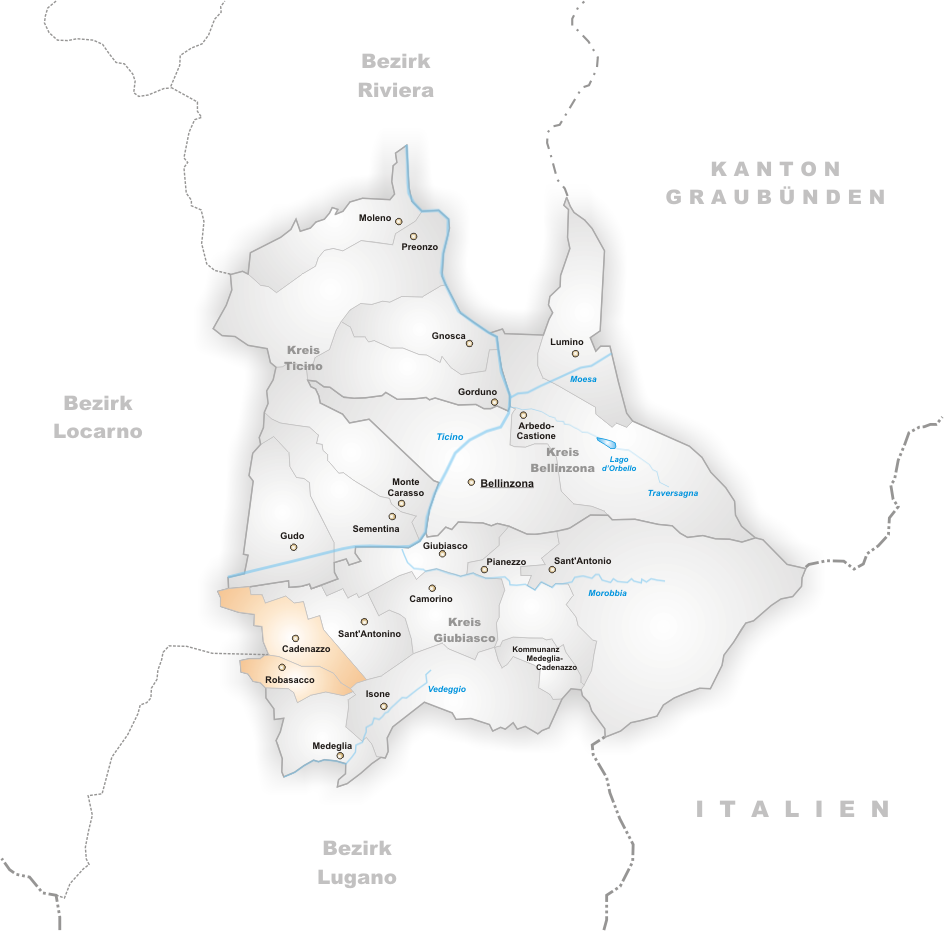
Comunas hasta 2004
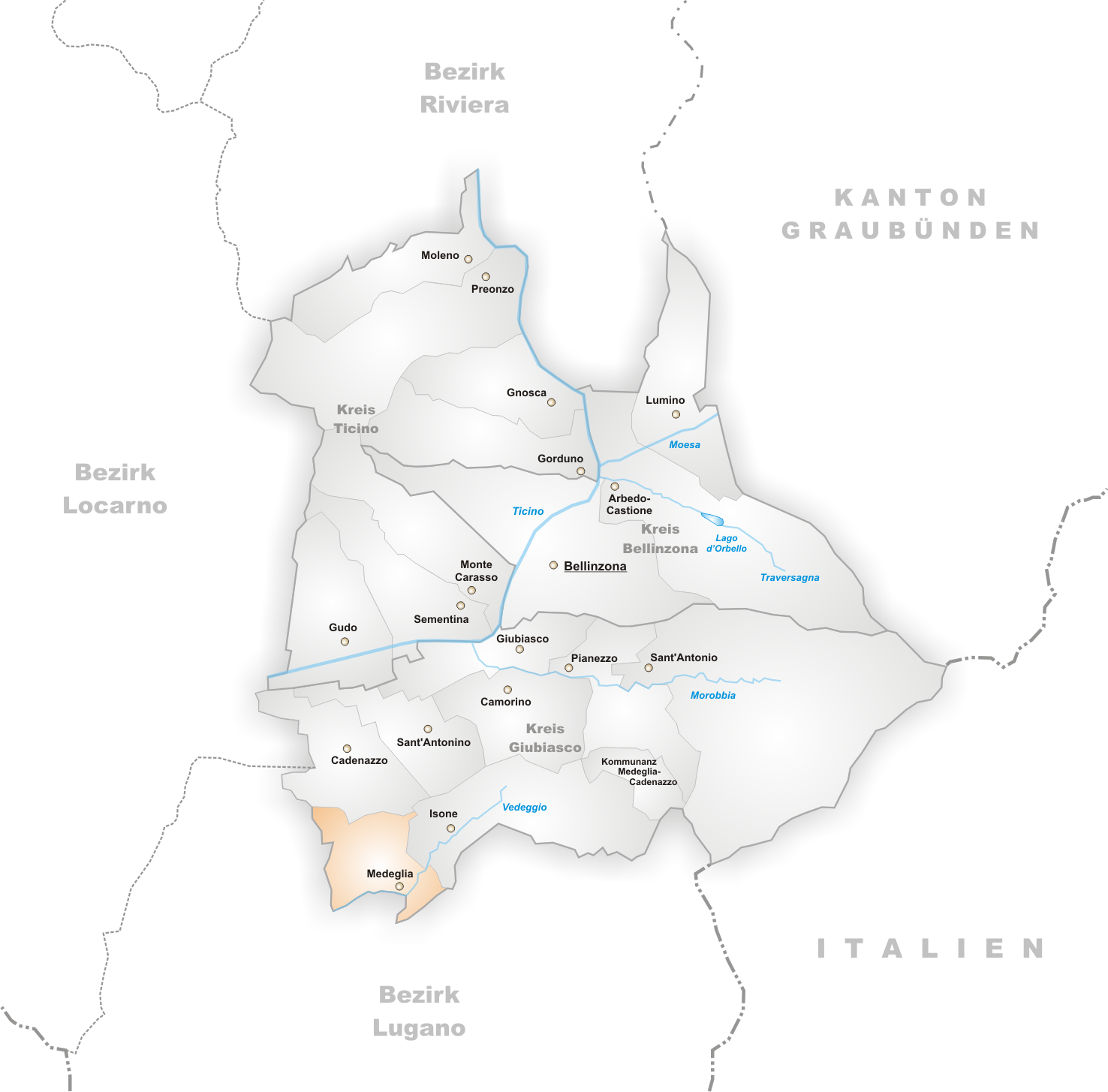
Comunas hasta noviembre 2010

### Fusiones
- 2005: Cadenazzo y Robasacco → Cadenazzo
- 2010: Bironico, Camignolo, Medeglia Rivera y Sigirino → Monteceneri (distrito de Lugano)